# باشگاه فوتبال زنان وچان

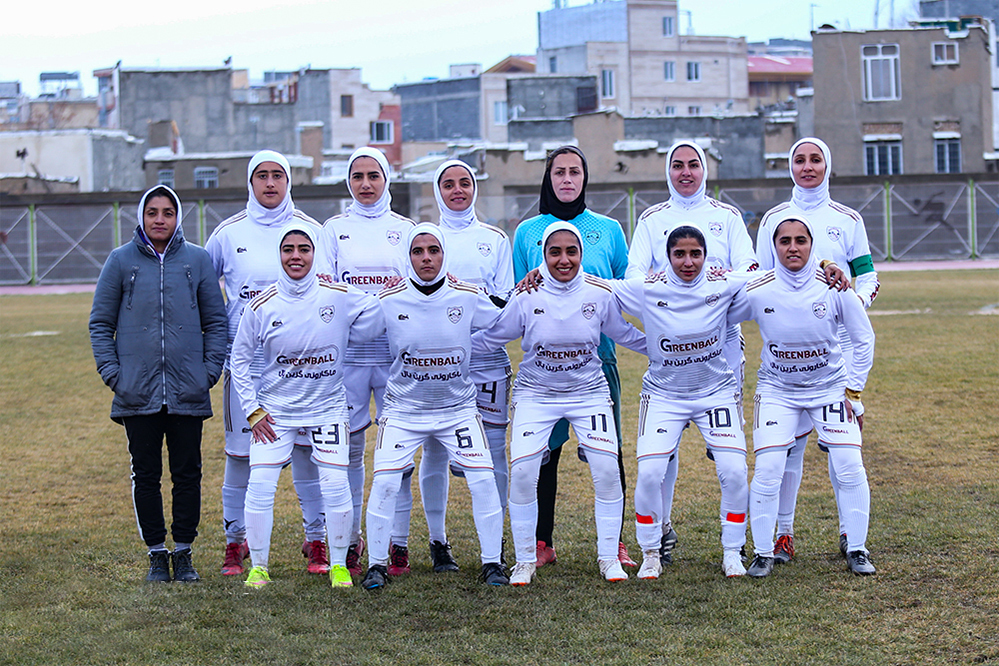
تیم باشگاه فوتبال زنان وچان

باشگاه فوتبال زنان زارع باتری کردستان یک باشگاه فوتبال زنان در ایران است. این باشگاه در لیگ برتر زنان ایران، لیگ برتر کوثر حضور دارد. ۸ بازیکن این باشگاه در تیم ملی فوتبال زنان ایران بازی می‌کنند.

## بازیکنان
- - فاطمه امیری
  - دنیا بندار
  - غزاله بنی طالبی
  - زهره جلالی
  - ریحانه خادمی
  - سمیه خرمی
  - گلنوش خسروی
  - فاطمه شبان
  - هلاله عبداللهی
  - شیوا فاضلی
  - زهرا فتاحی فر
  - پروین فرهادی
  - فاطمه قاسمی
  - زهرا قنبری
  - بینا کریمی
  - پریسا گراوندی
  - سمیرا محمودپور
  - فاطمه مخدومی
  - زهرا موسی‌زاده

## کادر فنی
- شرمین رحمتی
- اسماعیل زنگی نژاد
- فاطمه صادقی

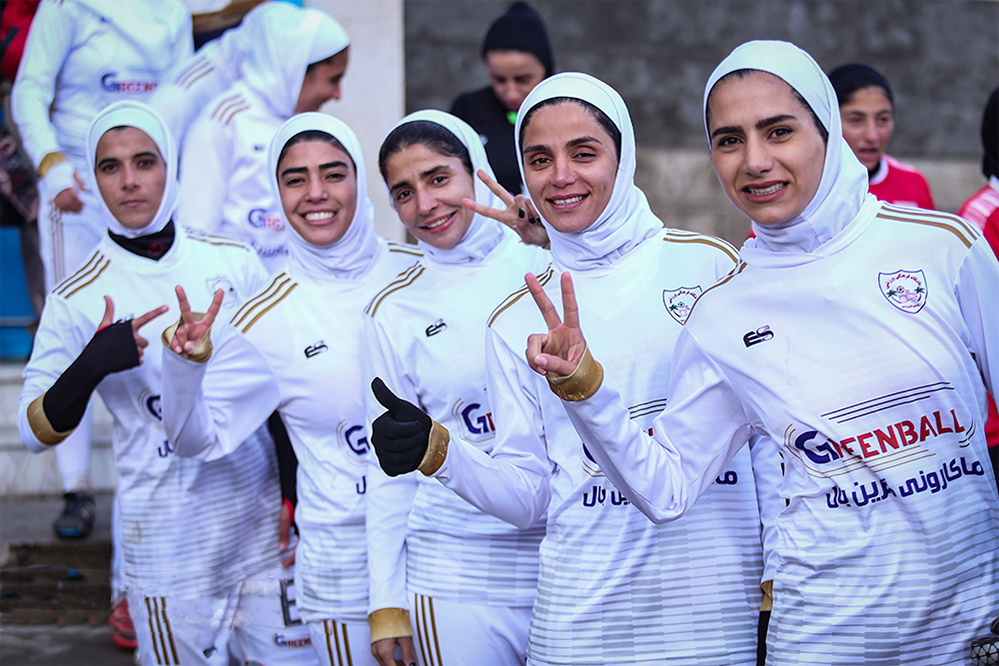
مسابقهٔ تیم‌های فوتبال زنان وچان کردستان و شهرداری بم در هفتهٔ یازدهم مسابقات لیگ برتر فوتبال بانوان باشگاه‌های ایران. این مسابقه در ۶ دی ۱۳۹۸ در ورزشگاه ملک‌نیا سنندج انجام شد و با نتیجهٔ ۳ بر ۲ به سود شهرداری بم به اتمام رسید.
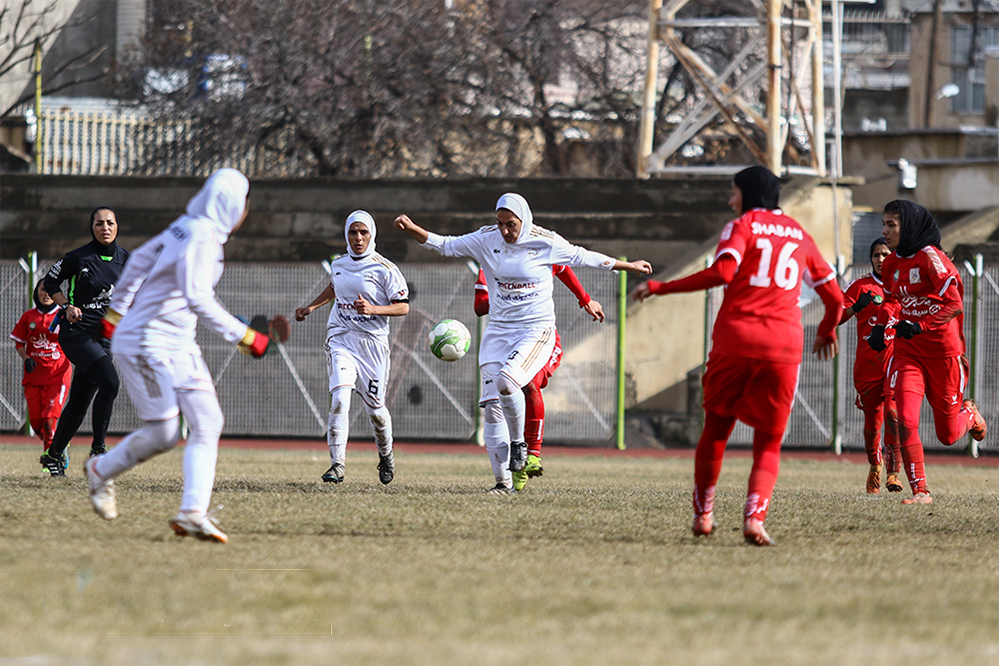
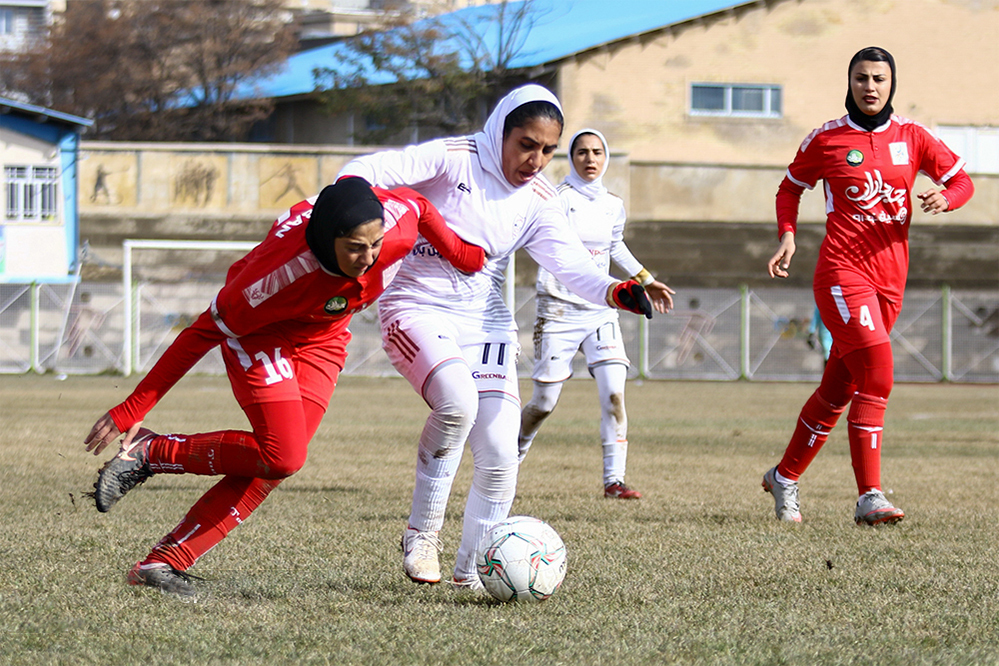
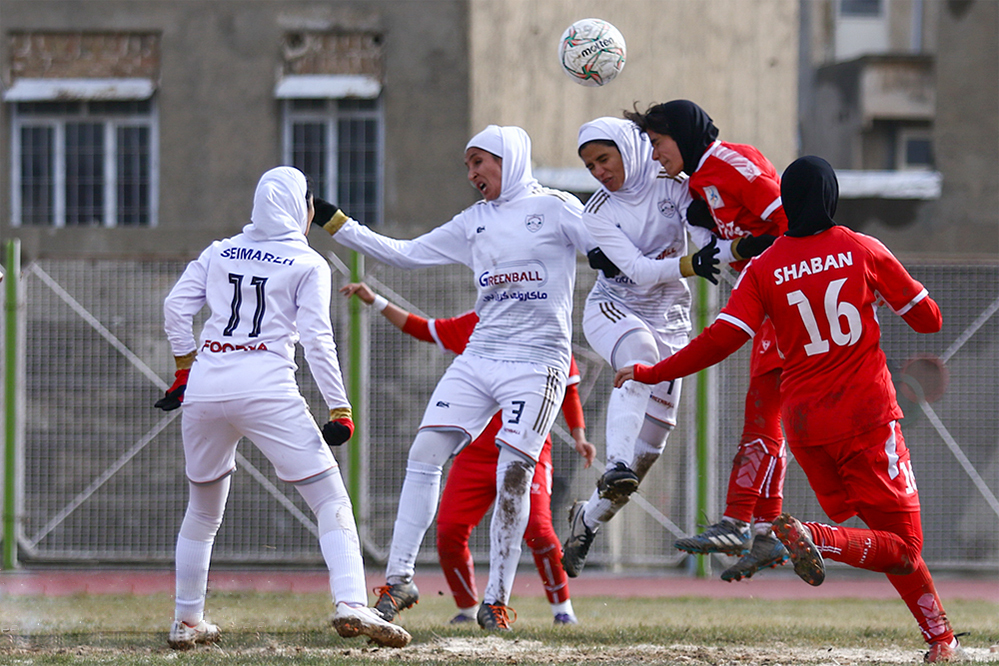
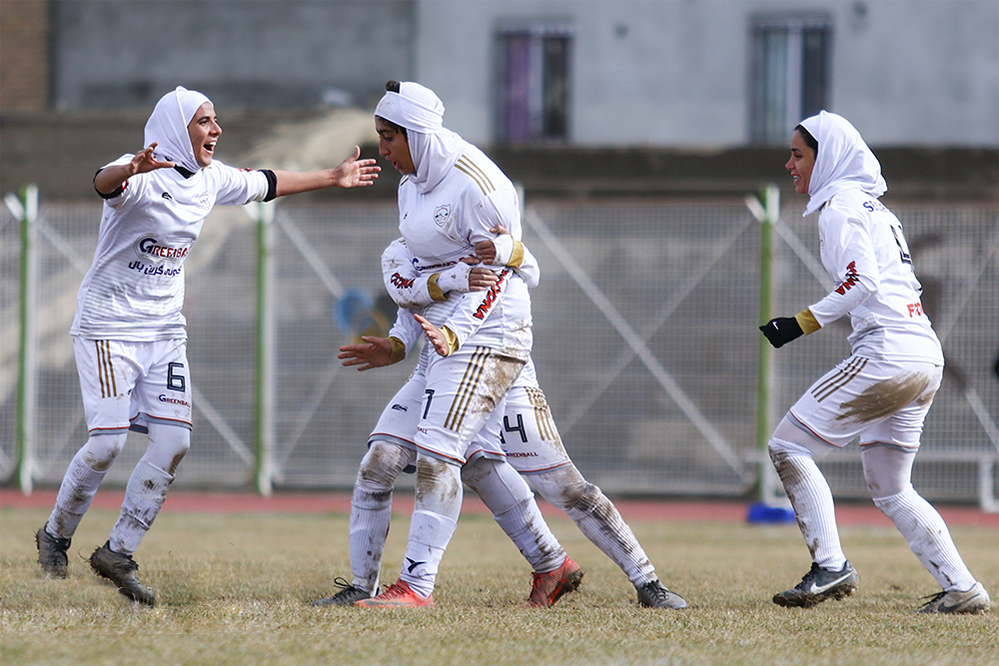
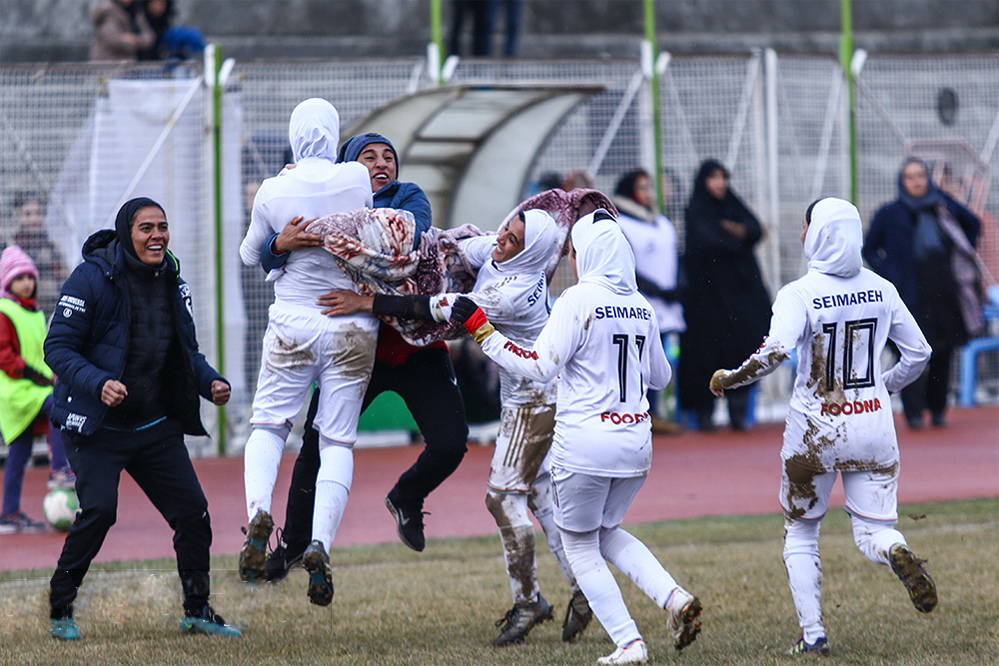

## دست‌آوردها
| چهارچوب رقابت‌ها            | قهرمانی | نایب قهرمانی | تاریخ و فصل                          |
| -------------------------- | ------- | ------------ | ------------------------------------ |
| لیگ کوثر فوتبال زنان ایران | ۰ بار   | ۱ بار        | - قهرمانی: - - نایب قهرمانی: ۹۹–۱۳۹۸ |